# Irmãos de Fé
Irmãos de fé é um filme brasileiro de 2004, do gênero drama religioso, dirigido por Moacyr Góes.
Este é o segundo de dois filmes em que o diretor Moacyr Góes e o padre Marcelo Rossi trabalharam juntos; o outro foi Maria - Mãe do Filho de Deus, em 2003.

## Sinopse
Paulo é um assaltante menor de idade que após praticar uma série de delitos, é levado à FEBEM. Na prisão, ele recebe uma Bíblia marcada em Atos dos Apóstolos de presente do Padre, trecho que conta a história de vida de Paulo. E ao começar a ler, ele passa a conhecer a história de transformação de um homem que um dia foi um dos principais perseguidores dos cristãos e que depois se tornou um grande santo da Igreja Católica Apostólica Romana.

## Elenco
- Thiago Lacerda.... Paulo / Saulo
- Gustavo Ottoni.... Barnabé
- Leon Góes.... João
- Othon Bastos.... Pedro
- José Dumont.... Tiago, o Justo
- Rodrigo Hilbert.... Tito
- Flávia Guimarães.... Macária
- Francisca Queiroz.... Teodora
- Malu Valle.... Ester
- Felipe Kannenberg.... Estêvão
- Marília Passos.... Sarah
- Cláudio Corrêa e Castro.... Gamaliel
- Elias Andreato.... Ananias
- Antônia Frering.... Rachel
- Shimon Nahmias.... Judas Damasceno
- Antônio Ysmael.... Aarão
- Padre Marcelo Rossi.... Padre / Ele Mesmo
- Micael Borges.... Paulo - Menino da FEBEM
- Sabrina Rosa.... Mariana
- Martha Overbeck.... Senhora do sequestro
- Phelippe Haagensen.... Assaltante
- Guti Fraga.... Monitor da FEBEM
- Fábio Sabag.... Judeu
- Benvindo Siqueira.... Judeu
- Dimas Carlos.... Grego
- Cyria Coentro.... Mulher que ora